# Gobiesox stenocephalus
Gobiesox stenocephalus är en fiskart som beskrevs av Briggs, 1955. Gobiesox stenocephalus ingår i släktet Gobiesox och familjen dubbelsugarfiskar. IUCN kategoriserar arten globalt som otillräckligt studerad. Inga underarter finns listade i Catalogue of Life.